# Кувшинкоцветные
Кувшинкоцве́тные, или Нимфейноцве́тные (лат. Nymphaeales) —  по современной классификации APG IV порядок цветковых растений, насчитывающий по состоянию на декабрь 2023 года 3 семейства, 8 родов и 114 ботанических видов.

## Классификация
В таксономической классификации цветковых растений Кронквиста (1981) этот порядок состоит из следующих семейств:
- Nelumbonaceae — Лотосовые
- Nymphaeaceae — Кувшинковые
- Barclayaceae — Барклайевые
- Cabombaceae — Кабомбовые
- Ceratophyllaceae — Роголистниковые

В системе классификации APG II (2003) порядок отсутствует.
В системах классификации APG III (2009) и APG IV (2016) порядок Кувшинкоцветные состоит из трёх семейств, 8 родов и 114 видов:
- Семейство Cabombaceae — Кабомбовые - 2 рода и 7 видов
- Семейство Hydatellaceae — Гидателловые - 1 род и 12 видов
- Семейство Nymphaeaceae — Кувшинковые - 5 родов и 95 видов

### Таксономическое положение
Nymphaeales Salisb. ex Bercht. & J. Presl, 1820, Prir. Rostlin 270
Порядок Кувшинкоцветные включается в кладу Цветковые растения. Кладограмма в соответствии с Системой APG IV:
|  |                          |  |                                   | порядок Кувшинкоцветные |  | 3 семейства |  | 8 родов |  | 114 видов |
|  |                          |  |                                   | порядок Кувшинкоцветные |  | 3 семейства |  | 8 родов |  | 114 видов |
|  | клада Цветковые растения |  |                                   |                         |  |             |  |         |  |           |
|  |                          |  |                                   |                         |  |             |  |         |  |           |
|  |                          |  | ещё 63 порядка цветковых растений |                         |  |             |  |         |  |           |
|  |                          |  |                                   |                         |  |             |  |         |  |           |